# روو دو تهران
روو دو تهران (به فرانسوی: La Revue de Téhéran- رُوُو دُ تِئِران) یک ماهنامهٔ فرانسوی‌زبان فرهنگی چاپ تهران است که مؤسسه اطلاعات منتشر می‌کند. این نشریه در آذرماه ۱۳۸۴ (اکتبر ۲۰۰۵) با هدف «معرفی فرهنگ و هنر ایران به جامعه فرانسوی‌زبانان جهان» شروع به انتشار نمود. مطالب روو دو تهران، عمدتاً در حوزه فرهنگ و اندیشه، ادبیات، هنر، دین، فلسفه و معماری است و به اخبار و تحولات سیاسی جاری نمی‌پردازد. وب‌گاه این نشریه نیز صدها مقاله دربارۀ ایران دارد و مرجعی دائرةالمعارف‌گونه به زبان فرانسه در مورد فرهنگ ایران فراهم کرده‌است.